# Aeroportul Aosta
Aeroportul Aosta (IATA: AOT, ICAO: LIMW) este un aeroport din Saint-Christophe, Valle d'Aosta, Italia ce deservește zona Aosta. Aeroportul a fost tranzitat în 2013 de 0 pasageri. A fost deschis în 1959 și numit după zona deservită.
Situat la o altitudine de 545 m, aeroportul dispune de 1 pistă.

## Infrastructură

### Piste
Aeroportul dispune de o singură pistă. Pista 09/27 are suprafața de asfalt și dimensiunile 1.499 m × 30 m. 